# Baish Aran
Baish Aran este o arie protejată (arie specială de conservare — SAC, sit de importanță comunitară — SCI, arie de protecție specială avifaunistică — SPA) din Spania întinsă pe o suprafață de 12.444,98 ha, integral pe uscat.

## Localizare
Centrul sitului Baish Aran este situat la coordonatele 42°47′56″N 0°47′17″E / 42.799°N 0.788°E.

## Înființare
Situl Baish Aran a fost declarat sit de importanță comunitară în noiembrie 1996 pentru a proteja 1 specie de plante și 59 de specii de animale. Alte tipuri de protecție:
- arie de protecție specială avifaunistică (în noiembrie 2001)[2]
- arie specială de conservare (în decembrie 2013)[1][3][4]

## Biodiversitate
Situată în ecoregiunea alpină, aria protejată conține 22 de habitate naturale: Păduri de fag acidofile atlantice, cu subarboret de Ilex și, uneori, de asemenea, Taxus, la nivelul arbuștilor (Quercion robori-petraeae sau Ilici-Fagenion), Pajiști alpine și subalpine calcaroase, Râuri de munte și vegetația lor lemnoasă cu Salix elaeagnos, Pajiști alpine și boreale, Formațiuni montane de Cytisus purgans, Păduri de fag Asperulo-Fagetum, Păduri de stejar sau de stejar și carpen sub-atlantice și medio-europene de Carpinion betuli, Păduri montane și subalpine de Pinus uncinata (* dezvoltate pe substrat gipsos sau calcaros), Mlaștini alcaline, Formațiuni ierboase bogate în specii de Nardus, dezvoltate pe substraturi silicioase în zone montane (și în zone submontane, în Europa continentală), Galerii de Salix alba și de Populus alba, Păduri aluvionare cu Alnus glutinosa și Fraxinus excelsior (Alno-Padion, Alnion incanae, Salicion albae), Ape oligotrofe din câmpii nisipoase, cu un conținut foarte redus de minerale (Littorelletalia uniflorae), Păduri montane și subalpine de Pinus uncinata (* dezvoltate pe substrat gipsos sau calcaros), Pajiști uscate europene, Pajiști uscate seminaturale și facies de acoperire cu tufișuri pe substraturi calcaroase (Festuco-Brometalia) (* situri importante pentru orhidee), Pante stâncoase silicioase cu vegetație casmofită, Grohotișuri termofile și vest-mediteraneene, Pajiști cu Molinia pe soluri calcaroase, turboase sau argilos-nămoloase (Molinion caeruleae), Fânețe de joasă altitudine (Alopecurus pratensis, Sanguisorba officinalis), Pante stâncoase calcaroase cu vegetație casmofită, Pajiști silicioase din Pirinei cu Festuca eskia.
La baza desemnării sitului se află mai multe specii protejate:
- plante (1): Luronium natans
- păsări (42): uliu porumbar (Accipiter gentilis gentilis), fluierar de munte (Actitis hypoleucos), minunița (Aegolius funereus), rață mare (Anas platyrhynchos), fâsă de pădure (Anthus spinoletta), acvilă de munte (Aquila chrysaetos), șorecarul comun (Buteo buteo), caprimulg (Caprimulgus europaeus), Certhia brachydactyla, mierla de apă (Cinclus cinclus), șerpar (Circaetus gallicus), erete vânăt (Circus cyaneus), porumbel gulerat (Columba palumbus), prepeliță (Coturnix coturnix), ciocănitoare neagră (Dryocopus martius), șoim călător (Falco peregrinus), vânturel roșu (Falco tinnunculus), cinteză (Fringilla coelebs), găinușă de baltă (Gallinula chloropus), zăgan (Gypaetus barbatus), acvilă pitică (Hieraaetus pennatus), capîntortură (Jynx torquilla), Lagopus muta pyrenaica, sfrâncioc roșiatic (Lanius collurio), Leiopicus medius, forfecuță gălbuie (Loxia curvirostra), gaia neagră (Milvus migrans), gaia roșie (Milvus milvus), mierlă de piatră (Monticola saxatilis), muscar sur (Muscicapa striata), pietrar sur (Oenanthe oenanthe), Perdix perdix hispaniensis, pițigoi de brădet (Periparus ater), viespar (Pernis apivorus), Prunella collaris, Pyrrhocorax pyrrhocorax, mărăcinar (Saxicola rubetra), sitar de pădure (Scolopax rusticola), Tetrao urogallus aquitanicus, fluturașul de stâncă (Tichodroma muraria), pănțărușul (Troglodytes troglodytes), mierlă gulerată (Turdus torquatus)
- mamifere (8): Galemys pyrenaicus, vidră de râu (Lutra lutra), liliac cu aripi lungi (Miniopterus schreibersii), liliac cu urechi de șoarece (Myotis blythii), liliacul mediteranean cu potcoavă (Rhinolophus euryale), liliacul mare cu potcoavă (Rhinolophus ferrumequinum), liliacul mic cu potcoavă (Rhinolophus hipposideros), urs brun (Ursus arctos)
- nevertebrate (7): Austropotamobius pallipes, croitorul mare al stejarului (Cerambyx cerdo), fluturele de noapte (Eriogaster catax), fluturele auriu (Euphydryas aurinia), rădașcă (Lucanus cervus), Osmoderma eremita, Rosalia alpina
- pești (1): Cottus hispaniolensis
- reptile (1): Iberolacerta aranica

Pe lângă speciile protejate, pe teritoriul sitului au mai fost identificate 1 specie de plante, 1 specie de păsări, 4 specii de amfibieni, 11 specii de mamifere, 1 specie de pești, 4 specii de reptile.